# Аристобул III
Аристобу́л III (убит в 36/35 году до н. э.) — последний представитель Хасмонейской династии, сын Александра Янная II, внук Аристобула II, брат Мариамны. Носил только первосвященнический сан во время правления Ирода Великого.

## Биография
Народ чрезвычайно любил Аристобула за благородное происхождение и изящную внешность. Но это вызывало опасения Ирода, который сначала решил окончательно обойти Αристобула, устранив его от первосвященства. Тогда мать Αристобула, Александра, добилась благодаря вмешательству Клеопатры и Марка Антония устранения Ханамееля от должности первосвященника и назначения вместо него Аристобула на этот пост. Тогда, чтобы обезопасить себя с его стороны, Ирод придумал особую систему шпионства, касавшуюся Аристобула и его матери. Постоянный надзор так тяготил последних, что они хотели вернуть себе свободу и с этой целью решили искать защиты у Клеопатры. Однако планы их были раскрыты, и это обстоятельство ещё более возбудило подозрительность Ирода относительно зятя. Не осмеливаясь, впрочем, прибегать в данном случае к открытому насилию, Ирод достиг своей цели, приказав утопить Аристобула во время купанья в Иерихоне.

## Примечание
1. ↑  Иосиф Флавий, «Иудейские древности», Книга XV, глава 2, §§ 5—7; глава 3, §§ 1—3